# Chapelle de la Visitation Sainte-Claire
Pour les articles homonymes, voir Chapelle de la Visitation et Couvent de la Visitation.
Ne doit pas être confondu avec la chapelle de la Visitation, située dans le même quartier
Pour les articles homonymes, voir Chapelle Sainte-Claire (homonymie).

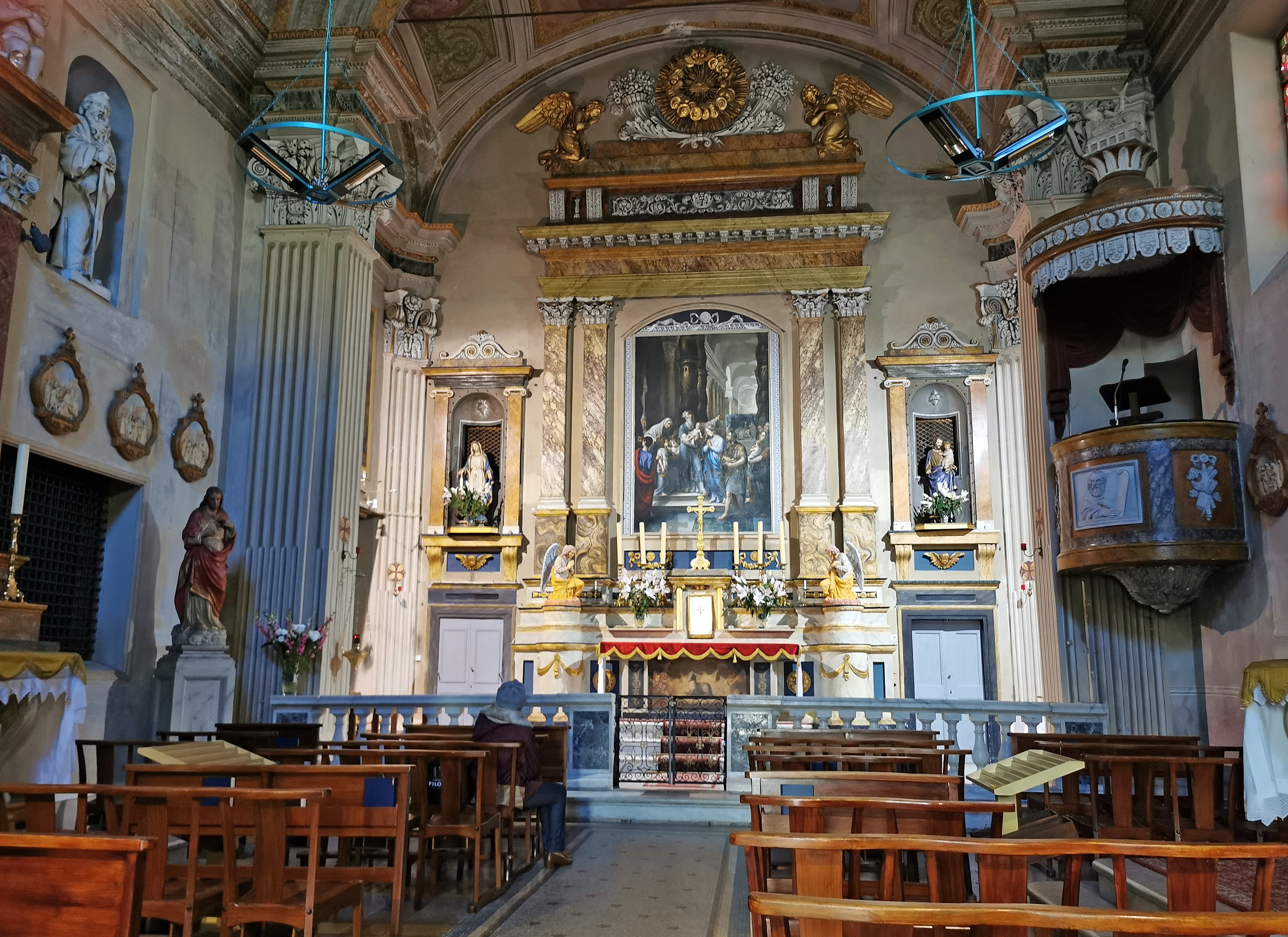
Intérieur de la chapelle

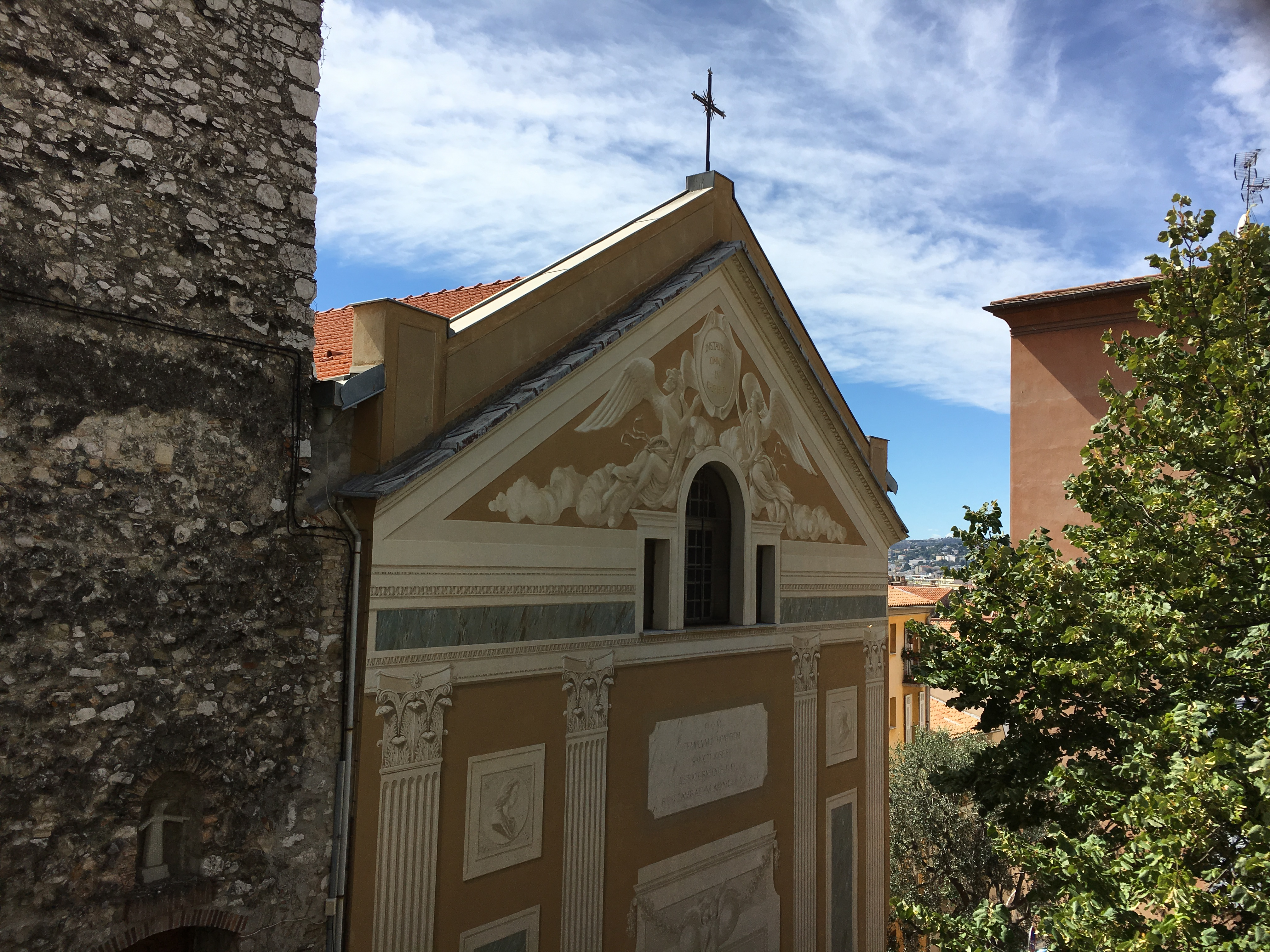
Fronton de la chapelle

La chapelle de la Visitation Sainte-Claire est une chapelle située dans le Vieux-Nice, à laquelle est accolée un couvent dit de la Visitation Sainte-Claire.
Le couvent, aujourd'hui désaffecté, fait l'objet d'un projet de transformation en hôtel cinq étoiles.

## Situation et accès
Située dans le Vieux-Nice, rue Sainte-Claire, la chapelle fait partie d'un ensemble comprenant notamment le couvent de la Visitation, un lavoir et un jardin. L'ensemble s'étend à l'ouest sur la rue des Serruriers, et à l'est sur les bords de la colline du château de Nice.

## Historique
Après s'être installées chapelle de la Providence, des sœurs clarisses firent construire la chapelle Sainte-Claire au début du XVIIe siècle. Elles complétèrent cet édifice par un couvent accolé. Celui-ci fut construit dans la seconde moitié du même siècle. Il se trouve à l'angle des rues Sainte-Claire et des Serruriers. Le couvent fut désaffecté à la Révolution française. 
À la Restauration, le roi Victor-Emmanuel Ier de Sardaigne attribua les bâtiments à des sœurs visitandines, elles aussi précédemment installées chapelle de la Providence. Elles baptisèrent donc les lieux chapelle de la Visitation-Sainte-Claire et couvent de la Visitation. Ceci explique une confusion possible entre la chapelle de la Visitation dite aussi de la Providence et la Chapelle de la Visitation-Sainte-Claire. Cette confusion est accrue par la proximité des deux sites.
En 1828, les sœurs visitandines font appel au fresquiste Giuseppe Toselli pour peindre l'intérieur de la chapelle. En 1960, elles quittent les lieux et les bâtiments sont rachetés par la ville de Nice.
En 1985, des travaux de restauration sont entrepris, la façade de la chapelle Sainte-Claire et la chapelle Saint-Joseph sont confiées aux fresquistes Patrice Giuge et Marc Lavalle, artistes niçois.
Aucun document n'existant sur l'ancienne façade, ils proposent trois compositions reprenant le vocabulaire ornemental de Toselli et respectant le style classique. Le parti-pris final porte pour une façade aux dominantes Terre de Sienne naturelle, structurée de pilastres encastrés cannelés et d'un fronton en trompe-l'œil. La modénature est constituée d'oves et de perles, les portraits de sainte Claire et de saint Joseph figurent de part et d'autre du portail d'entrée. La croix est dessinée par Patrice Giuge. La réalisation est remarquable sur le plan stylistique et technique et fait de la chapelle Sainte-Claire une des plus belles églises du Vieux Nice.

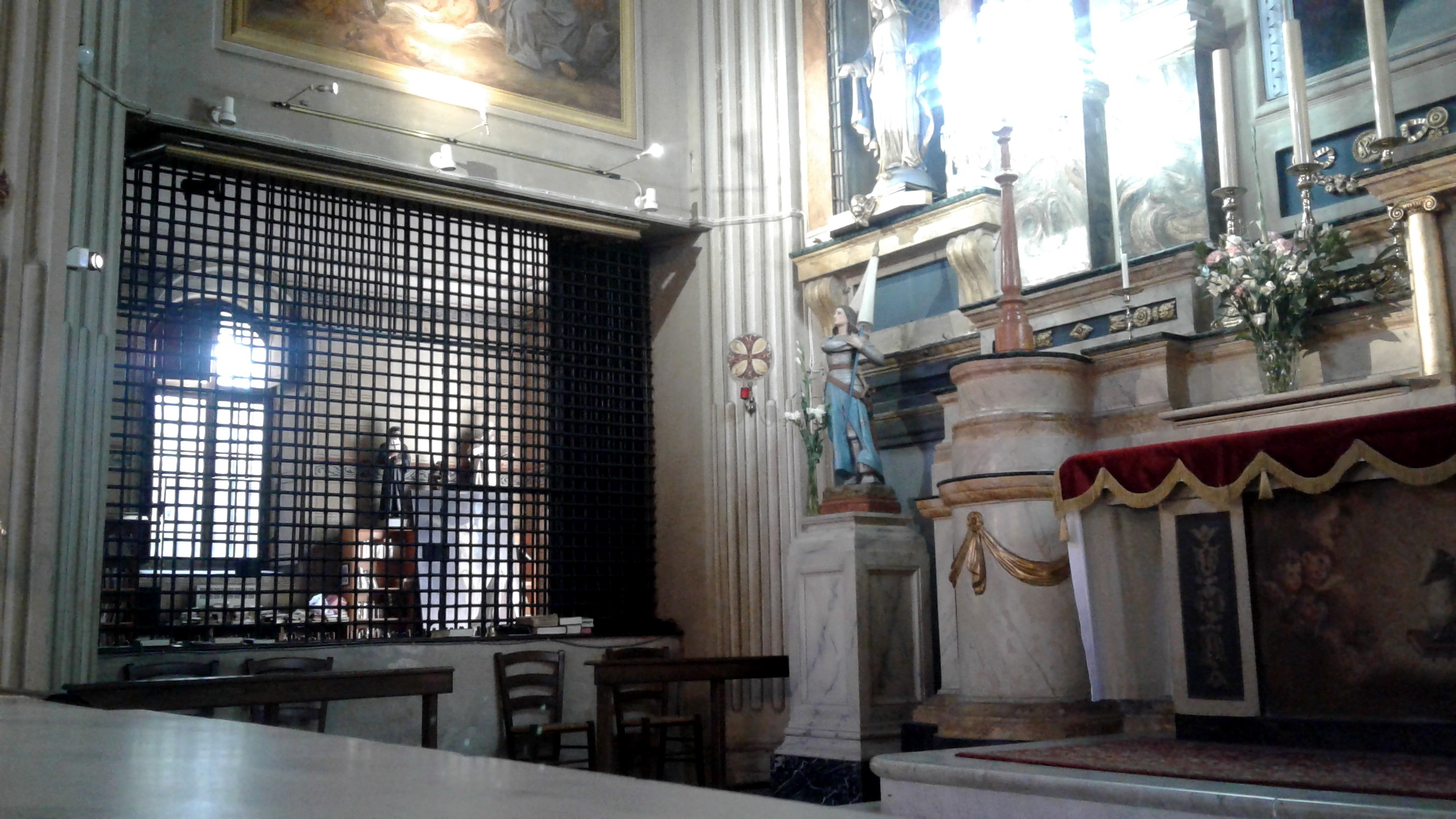
Autel et grille de la chapelle
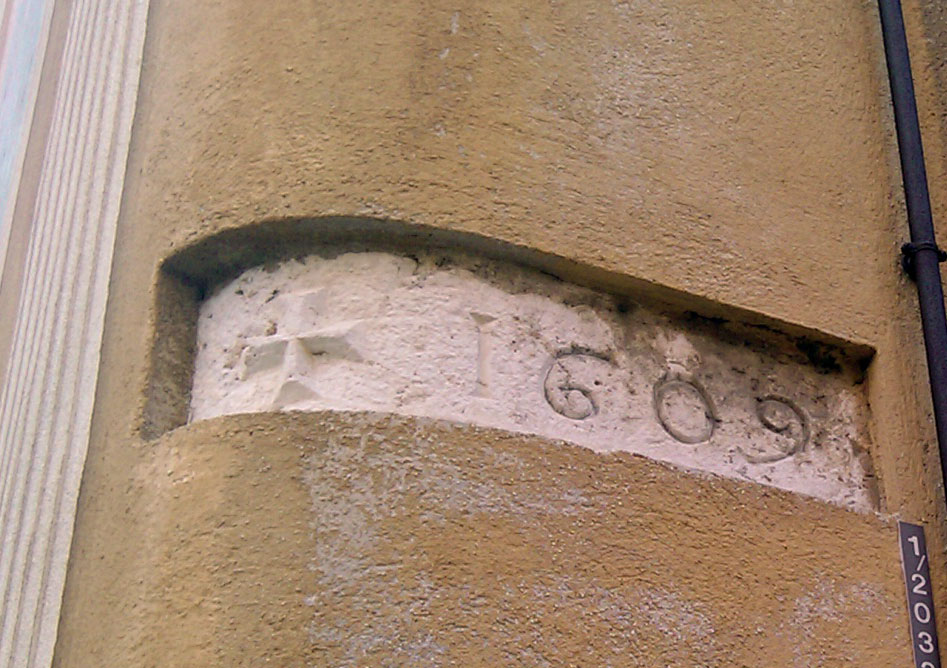
1609 gravé à l'angle de la chapelle
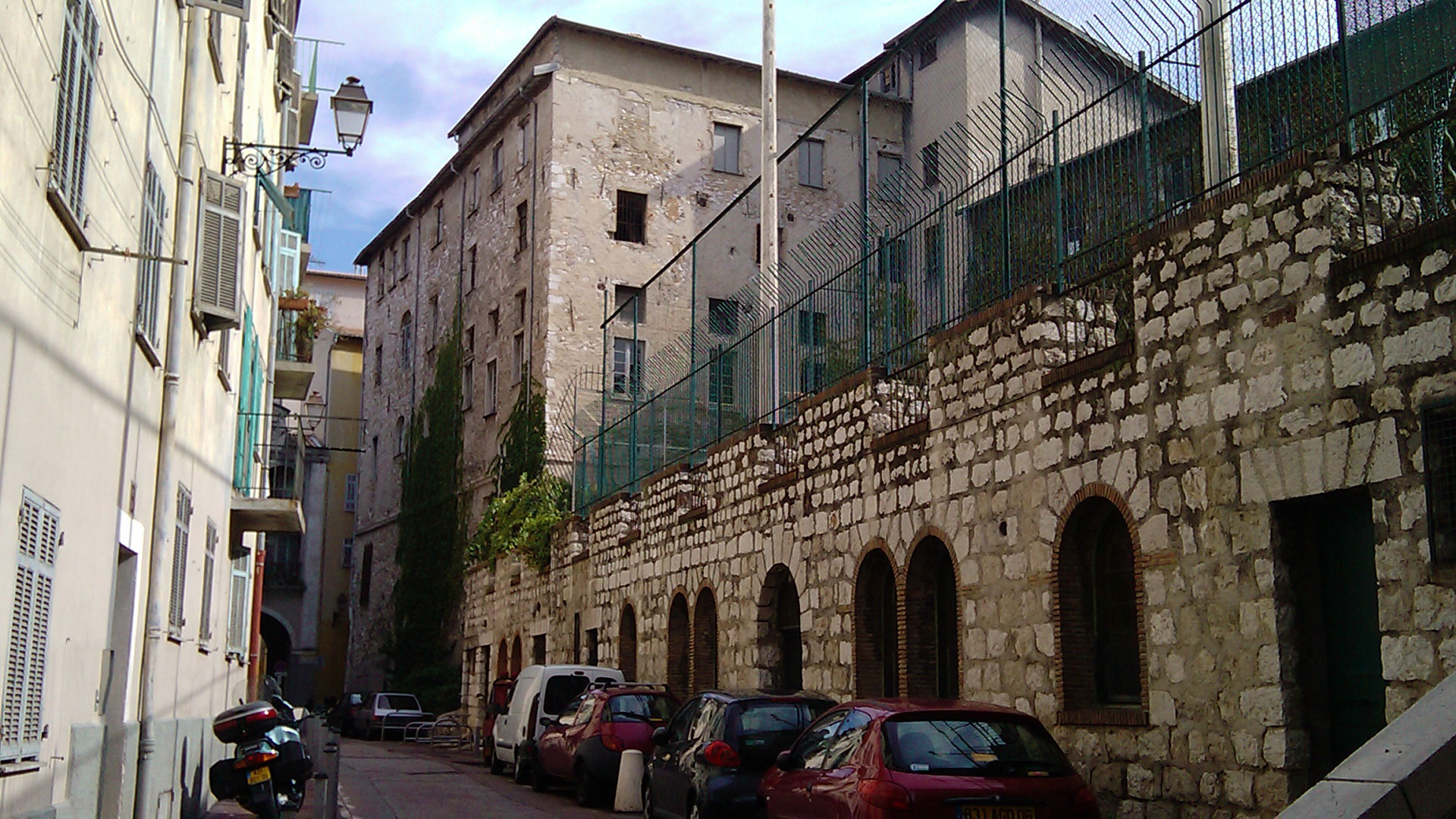
Couvent de la Visitation vu de la rue des Serruriers
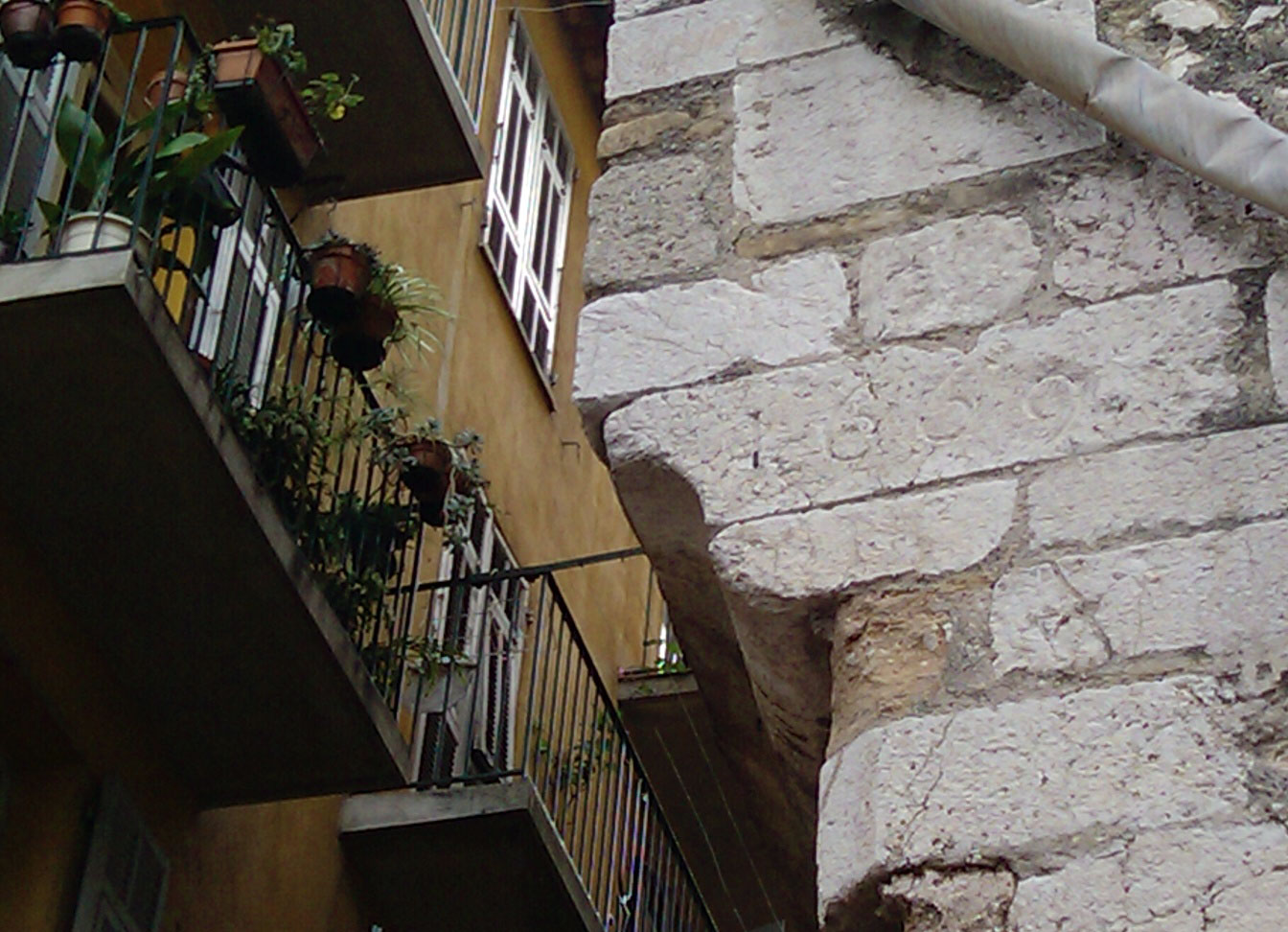
1669 gravé à l'angle du couvent
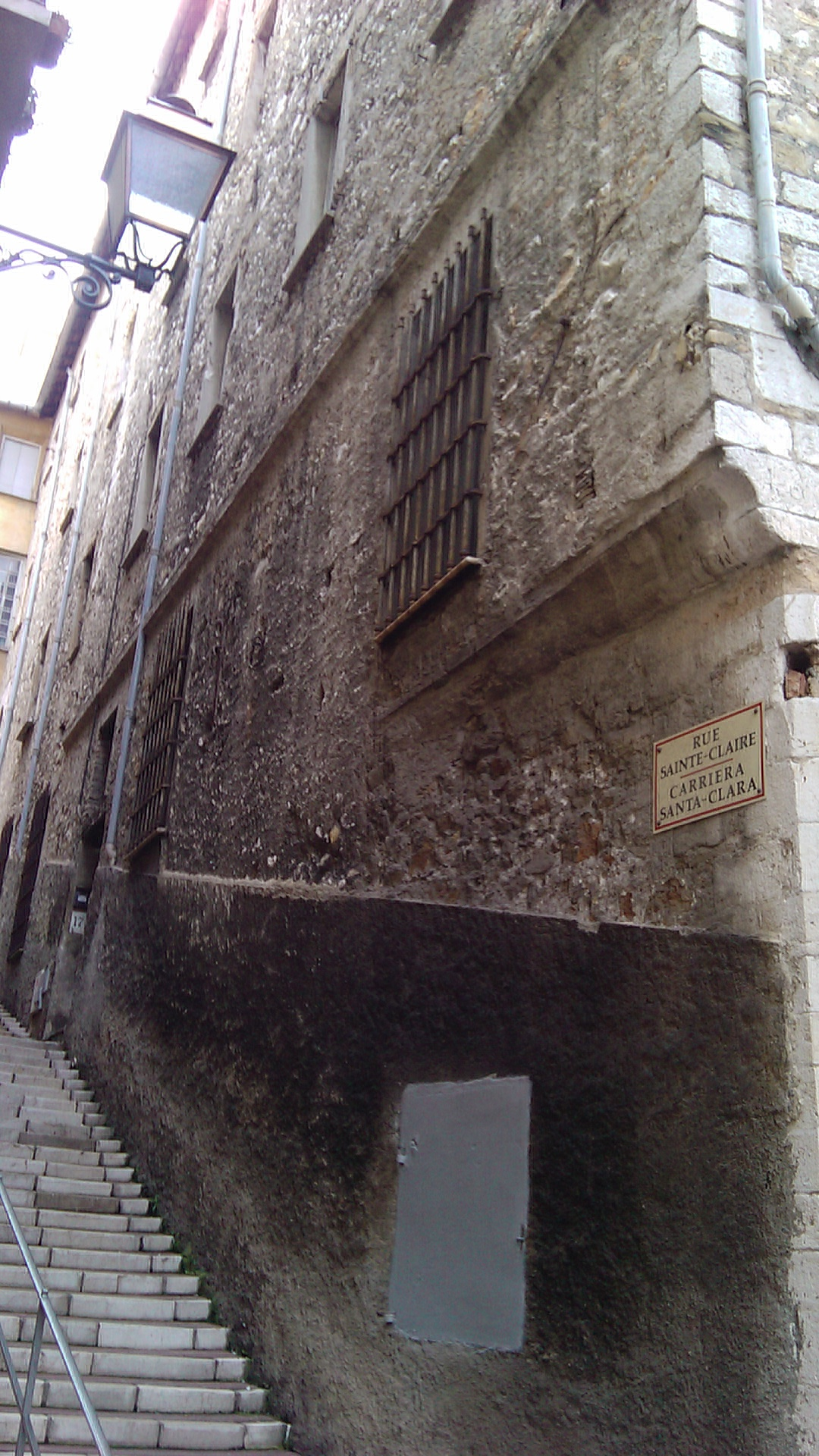
Couvent de la Visitation, à l'angle se trouve la gravure de 1669

## Aujourd'hui
La municipalité de Nice a concédé en février 1987 les bâtiments au mouvement traditionaliste de Marcel Lefebvre, la Fraternité sacerdotale Saint-Pie-X. L'ensemble de ces édifices constituent le prieuré Saint-Joseph, l'un des trente-six prieurés (en 2021) de la Fraternité en France,. C'est à cet endroit que Paul Touvier était caché par l'ordre des chevaliers de Notre-Dame. Il fut arrêté dans le prieuré le 24 mai 1989, avant d'être condamné en 1994 pour complicité de crime contre l'humanité.
L'église abrite des œuvres de Cyril de La Patellière : un Christ en croix, huile sur toile (200 X 110), un Ecce Homo à la sanguine et un rare Jésus enfant (sanguine).
Le chemin de croix est l'oeuvre du peintre Hugo Bogo (2022).
L'ancien couvent et la chapelle de la Visitation-Sainte-Claire ont été inscrits à la liste des monuments historiques le 16 novembre 1989. Le couvent de la Visitation abrite un temps une institution pour personnes handicapées. En janvier 2021, le maire de Nice déclare que le couvent est « sans affectation depuis longtemps » et annonce sa reconversion en hôtel cinq étoiles par la société Perseus après la signature d'un bail à construction avec la ville, propriétaire du site, pour une durée de 90 ans. L'hôtel a ouvert en juin 2024.